# Équipe cycliste Gloria
 (décembre 2024).
L'équipe cycliste Gloria est une équipe cycliste italienne sur route, active entre 1929 et 1942. Elle a pour sponsor principal le fabricant de cycles italien AMF Gloria, créé à Milan par Alfredo Focesi en 1921. En 1927 et 1928, elle sponsorise des coureurs individuels. 
L'équipe se distingue par ses nombreuses victoires tout au long des années 1930. Sur le Tour d'Italie, Gloria remporte le classement général en 1931 avec Francesco Camusso (également deuxième en 1934), ainsi que le classement par équipes lors des éditions 1934, 1938 et 1940, et neuf victoires d'étapes entre 1929 et 1940. Ezio Cecchi a également terminé deuxième du Tour d'Italie 1938 sous le maillot Gloria. 
Ses coureurs s'illustrent aussi sur les classiques, avec les succès de Domenico Piemontesi lors du Tour de Lombardie 1933, Enrico Mollo sur le Tour de Lombardie 1935 et Angelo Varetto lors du Milan-San Remo 1936. 
Les cyclistes de l'équipe étaient surnommés « Garibaldini » dans l'actualité de l'époque pour leur approche offensive de la course. 

## Principaux résultats

### Courses d'un jour
- Tour de Lombardie : 1933 (Domenico Piemontesi) et 1935 (Enrico Mollo)
- Milan-San Remo : 1936 (Angelo Varetto)

### Courses par étapes
- Tour de Catalogne : 1934 (Bernardo Rogora)

### Bilan sur les grands tours
- Tour d'Italie
  - 11 participations (1929, 1930, 1931, 1932, 1933, 1934, 1935, 1936, 1938, 1939, 1940)
  - 9 victoires d'étapes :
    - 2 en 1929 : Mario Bianchi (2)
    - 1 en 1931 : Francesco Camusso
    - 1 en 1932 : Fabio Battesini
    - 1 en 1934 : Francesco Camusso
    - 4 en 1940 : Glauco Servadei (3) et Walter Generati

  - 1 victoire finale 
    - 1931 : Francesco Camusso

  - 3 classements annexes :
    - Classement par équipes  : 1934, 1938 et 1940